# Барберино-ді-Муджелло
Барберино-ді-Муджелло (італ. Barberino di Mugello) — муніципалітет в Італії, у регіоні Тоскана,  метрополійне місто Флоренція.
Барберино-ді-Муджелло розташоване на відстані близько 260 км на північний захід від Рима, 25 км на північ від Флоренції.
Населення — 10 861 особа (2014).
Щорічний фестиваль відбувається 31 грудня. Покровитель — San Silvestro.

## Демографія
Населення за роками:

Станом на 1 січня 2023 року в муніципалітеті офіційно проживали 1074 іноземці з 60 країн, серед них 361 громадянин країн Євросоюзу та 23 громадяни України.

## Сусідні муніципалітети
- Каленцано
- Кантагалло
- Кастільйоне-дей-Пеполі
- Фіренцуола
- Скарперія-е-Сан-П'єро
- Ваяно
- Верніо